# I Love This City
《I Love This City》是2008年6月推出的一首公益歌曲，由苟伟作曲，陈锐作词，张靓颖演唱。是成都城市宣传片《I Love This City》的主题曲。
2008年5月12日中国汶川大地震发生后，成都在当地市民和外界多方援助下逐渐恢复。为了表达对所有帮助成都的人的感谢，展示成都已经恢复安全美好的形象，2008年6月，成都市创作了一部城市宣传片，这首歌是其中的主题曲。作曲者苟伟和歌手张靓颖皆是成都本地人。
2008年10月，成都重新制作了一部《I Love This City》城市宣传片，主要是拍摄了一些新画面，以取代之前因时间紧促而使用的2003年城市宣传片《成都，一座来了就不想走的城市》中的画面，仍使用这首歌作为主题曲。
2009年12月29日，《I Love This City》获得四川省第十一届精神文明建设“五个一”工程优秀奖。
2010年 6月7日，张靓颖在上海世博会成都日启动仪式演唱了这首歌。

## 创作历程
2008年6月8日，《I Love This City》歌词完成创作；6月9日，成都著名音乐人苟伟开始作曲，6月11日伴奏曲录制完成；6月13日，张靓颖回到成都录音，连续录制4小时近百遍完成；6月14日，《I Love This City》制作完成，总共耗时不到一周。6月20日，这部成都城市宣传片在成都电视台各频道、全国各大电视台和CCTV-1、CCTV-2、CCTV-4、CCTV-9等央视各频道黄金时段播出。